# Liste der Kulturdenkmäler in Finkenbach-Gersweiler
In der Liste der Kulturdenkmäler in Finkenbach-Gersweiler sind alle Kulturdenkmäler der rheinland-pfälzischen Ortsgemeinde Finkenbach-Gersweiler aufgeführt. Grundlage ist die Denkmalliste des Landes Rheinland-Pfalz (Stand: 27. November 2018).

## Denkmalzonen
| Bezeichnung                     | Lage                                                                                                | Baujahr                                 | Beschreibung | Bild            |
| ------------------------------- | --------------------------------------------------------------------------------------------------- | --------------------------------------- | --- | --------------- |
| Denkmalzone Ortskern Finkenbach | Finkenbach, Lindenstraße, Kirchgasse (ohne Nr. 3), Untere Kirchgasse 2, Hauptstraße 27, 29, 32 Lage | 17. bis zum Anfang des 20. Jahrhunderts | typisches Dorfgefüge mit profaner Bausubstanz vom 17. bis zum Anfang des 20. Jahrhunderts und Bachlauf; beherrschend der Baukomplex Kirche/Pfarrhaus, dazu die öffentlichen Bauten Schulhaus (1863/1904), Dorfgasthaus (um 1850), Spritzenhaus (1907) und Turnhalle (1925); einheitliches Erscheinungsbild durch überwiegend zweigeschossige Wohnhäuser zwischen 1850 und 1914 | Fotos hochladen |

## Einzeldenkmäler
| Bezeichnung                 | Lage                                          | Baujahr  | Beschreibung | Bild                           |
| --------------------------- | --------------------------------------------- | -------- | --- | ------------------------------ |
| Protestantisches Pfarrhaus  | Finkenbach, Kirchgasse 10 Lage                | 1831     | klassizistischer Walmdachbau, bezeichnet 1831, Architekt Ferdinand Beyschlag, Kaiserslautern; Wirtschaftsgebäude 19. Jahrhundert; Ensemble mit Kirche (Kirchgasse 12) | Fotos hochladen                |
| Protestantische Pfarrkirche | Finkenbach, Kirchgasse 12 Lage                | vor 1469 | spätgotischer Chor und Westturm, vor 1469, barocke Haube, barockes Langhaus, bezeichnet 1743; spätgotische Wandmalereien, um 1500 (?), Stumm-Orgelprospekt von 1763; Glocke, 1759 von I. M. Stocki, Niederleycken; ortsbildprägendes Ensemble mit benachbartem Pfarrhof (Kirchgasse 10) | weitere Bilder Fotos hochladen |
| Kriegerdenkmal              | Finkenbach, Kirchgasse, auf dem Friedhof Lage | 1921     | expressionistischem Kriegerdenkmal 1914/18 von 1921 | Fotos hochladen                |
| Grabmal                     | Finkenbach, Kirchgasse, auf dem Friedhof Lage | um 1900  | Grabmal Familie Heinrich Müller, um 1900 | BW                             |
| Wohnhaus                    | Finkenbach, Lindenstraße 10 Lage              | 1878     | spätklassizistischer Krüppelwalmdachbau, bezeichnet 1878; platzbildprägend | BW                             |
| Villa                       | Gersweiler, Binnstraße 1 Lage                 | 1908     | anspruchsvolle Villa, eineinhalbgeschossiger Sandsteinquaderbau, historisierender Jugendstil, bezeichnet 1908; Ökonomieanbau 1928 | Fotos hochladen                |
| Viktoriastift               | Gersweiler, Hauptstraße 3/5 Lage              | 1919–22  | schlossartige neubarocke Dreiflügelanlage, 1919–22, Architekt August Greifzu, Ludwigshafen; villenartiges Herrenhaus: eingeschossiger Sandsteinquaderbau mit ausgebautem Mansardwalmdach, Wirtschaftsgebäude: Sandsteinquaderbauten mit Mansardwalmdächern                              | weitere Bilder Fotos hochladen |
| Hofanlage                   | Gersweiler, Hauptstraße 18 Lage               | 1827     | Hofanlage, 19. Jahrhundert; Einfirsthaus, bezeichnet 1827, mit Backofen und Räucherkammer; Ställe und Schuppen, Dungkaut; aufwändige Hofeinfahrt, Ende des 19. Jahrhunderts | Fotos hochladen                |